# Charmaine Dean
Pour les articles homonymes, voir Dean.
Charmaine Bernadette Dean (née en 1958) est une statisticienne et universitaire trinidadienne et canadienne. Elle est professeure de sciences statistiques et actuarielles et présidente de la Société biométrique internationale en 2002.

## Éducation et carrière
Charmaine Dean naît à San Fernando, sur l'Île de la Trinité, en 1958. Elle vit au Canada depuis l'âge de 19 ans. Elle obtient en 1980 son diplôme en mathématiques de l'Université de la Saskatchewan, puis elle complète une maîtrise à l'Université de Waterloo en 1984. Elle obtient un doctorat en 1988 sous la direction de Jerry Lawless, en soutenant une thèse intitulée Mixed Poisson Models and Regression Methods for Count Data,.  
Elle travaille de 1988 à 1989 à l'Université de Calgary, puis elle rejoint en 1989 l'Université Simon Fraser, où elle fonde et dirige le Département de statistique et de science actuarielle en 2001 et est titulaire de la Chaire de recherche Burnaby Mountain. En 2011, elle est nommée doyenne de la Faculté des sciences de l'Université Western. Elle est vice-présidente à la recherche à l'Université de Waterloo depuis 2017.

## Activités de recherche
Ses intérêts de recherche comprennent les études longitudinales, l'analyse de survie, les données spatio-temporelles (en), la chirurgie cardiaque et les incendies de forêt.

## Prix et distinctions
Charmaine Dean est présidente de la Société biométrique internationale en 2002 et de la Société statistique du Canada en 2007. 
Elle est élue Fellow de l'American Statistical Association en 2007  et elle est élue membre de l'Association américaine pour l'avancement des sciences en 2010 et de l'Institut international de statistique. En 2020 elle est nommée Fellow de l'Institut de statistique mathématique.
En 2003, elle remporte le prix CRM-SSC en statistique du Centre de recherches mathématiques et de la Société statistique du Canada et en 2012, le prix du haut-commissariat du Canada à Trinité-et-Tobago.